# جاك أولريش
جاك أولريش هو لاعب هوكي الجليد كندي، ولد في 15 يوليو 1887 في Nipissing, Ontario ‏ في كندا، وتوفي في 12 يناير 1953.